# Nowa-Werke
La Nowa-Werke GmbH fu un costruttore automobilistico tedesco.

## Storia
La società fu fondata nella città di Nowawes nel 1924 dalla Nathan-Wagen. Fritz Nathan fu a capo della società che con marchio Nawa fabbricava automobili e che presentò alla Berliner Automobilausstellung del 1925 cinque veicoli. Il 31 agosto 1926 la società venne chiusa. In totale vennero costruiti 200 veicoli.

## Autoveicoli
In commercio vi fu la 4/12 HP e la 5/18 HP. L'ultimo noto era mosso da un motore quattro cilindri da 1300 cm³. Nel 1926 seguì la 6/25 HP, con motore quattro cilindri di oltre 1580 cm³. I motori erano della Steudel-Werken. La carrozzerie erano da due a quattro persone.